# Pica-pau-preto

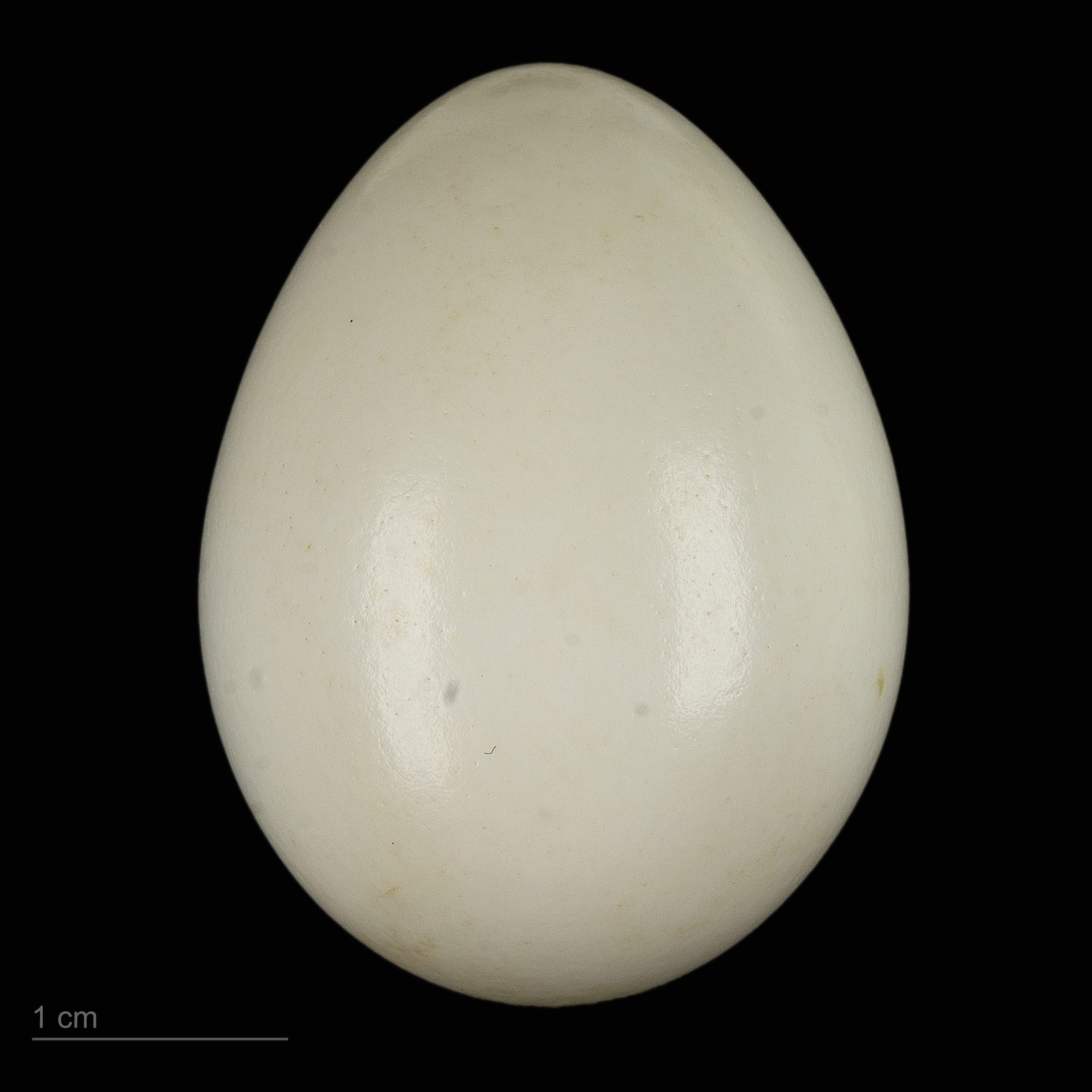
Dryocopus martius pinetorum - MHNT

O pica-pau-preto (Dryocopus martius) é o maior pica-pau que vive nas florestas da região paleártica e o único representante do gênero da área. Não migra e pode ser encontrado em toda a Eurásia. Esta espécie está relacionada e preenche o mesmo nicho ecológico na Europa que o Dryocopus pileatus da América do Norte.

## Distribuição e habitat
A distribuição do pica-pau-preto abrange desde a França e atravessa toda a Europa, excluindo o Reino Unido e o norte da Escandinávia. Também é encontrado em partes da Ásia, incluindo Coréia, Japão, China e Oriente Médio. Ao sul, os limites de distribuição da ave são a Espanha e Itália, embora tenha sido registrado em Portugal. A espécie é geralmente mais incomum e com distribuição descontínua em partes da Ásia.